# کریستینا توت
کریستینا توت (به مجاری: Krisztina Tóth) (زادهٔ ۲۹ مهٔ ۱۹۷۴) بازیکن تنیس روی میز زن اهل مجارستان است.
او در مسابقات کشوری و بین‌المللی در مجموع برندهٔ ۷ مدال طلا، ۹ مدال نقره، و ۹ مدال برنز شده‌است.